# Ernodes wolfgangjoosti
Ernodes wolfgangjoosti is een schietmot uit de familie Beraeidae. De soort komt voor in het Palearctisch gebied.